# 张长东
张长东（？—）籍贯不详，武警少将。

## 生平
1973年张长东入伍，参加中国人民解放军上海警备区警卫师。1975年加入中国共产党。不久提干，担任宣传干事、干部干事。1978年，参加“文革”结束后的第二届高考，考入上海师范大学，带职带薪学习。1982年毕业，任宣传教育干事，负责给整个上海地区的部队干部补习初中、高中文化。后因工作成绩突出，由宣传教育干事直接提拔成宣传文化处副处长，以后又任处长，还任北京大学上海武警函授站站长。1990年底，调到武警总部任正团职秘书。
1994年张长东调回上海，历任武警上海指挥学校党委书记及校长。同年，张长东经请示上级同意，在武警上海指挥学校试办大专班，成为武警部队全国20余所初级指挥学校里率先试办大专班的学校。1995年至1997年，第一届大专班办完后，武警部队在该校召开“武警部队教育改革座谈会”，中央军委副主席迟浩田亲临会场接见与会代表。1997年，张长东和该校党委其他同志提出开办本科班，经上级主管部门支持，该校在武警部队全国20余所指挥学校中率先开办武警指挥专业本科班，1998年开始招生。2000年，该校更名为武警上海指挥学院，全面招收本科生，成为中国人民解放军总参谋部和中华人民共和国教育部批准的本科院校。2005年，张长东升任武警上海总队副政委。2010年上海世博会期间，张长东任世博园区武警前指的一名指挥员。2011年至2012年间，卸任武警上海总队副政委职务。
张长东先后参加过北京大学法律专业函授学习、中国人民解放军空军政治学院经济管理本科学习。1996年至1999年，成为上海首批攻读中共中央党校政治学在职研究生的学生，在毕业典礼上作为优秀学员讲话。后到复旦大学国际关系学院担任访问学者一年。2002年，到上海交通大学学习硕士外语课程。随后考上中国人民解放军国防大学作战指挥系硕士研究生，2007年1月毕业。
他曾任第三、四、五届上海市宝山区人大代表。上海市政协委员。中国人民解放军军事管理研究会副会长，中国人民解放军教育学会副会长。他是上海美术家协会会员，其油画作品曾展览并获奖。